# Římskokatolická farnost Olbramkostel
Římskokatolická farnost Olbramkostel je územní společenství římských katolíků s farním kostelem Nanebevzetí Panny Marie ve vranovském děkanství.

## Historie farnosti
Farní kostel je připomínán kolem roku 1293. Byl zpočátku stavěn v románském stylu, dokončen v gotickém stavebním stylu. V roce 1719 byla přistavěna boční kaple svatého Isidora.
Fara stojící u kostela je zmiňována již v roce 1230, kdy zde pobýval duchovní (farář) jménem Hildebrand. V polovině 13. století vzniklo při kostele tak zvané proboštství (povýšením fary v roce 1263). V tomto roce je zde prvním proboštem jmenován Aleš (lat. Alexius). V roce 1526 olomoucký biskup Stanislav I. jako patron proboštství v Olbramkostele ustanovil probošta Jana Skálu z Doubravky a z Hradiště, aby proboštské statky v Olbramkostele prodal za 2 000 zlatých městu Znojmu. Tento prodej se uskutečnil a tímto prodejem také zaniklo proboštství v Olbramkostele.

## Duchovní správci
V letech 1660 - 1921 zde působili tito katoličtí duchovní:
- 1660 – Vavřinec Veleba
- 1666 – Benedikt Renter
- 1667 – Václav Werner
- 1697 – Jakub Janoušek
- 1728 – Šimon Josef Kainz
- 1753 – Šebestián Trojan
- 1777 – Jan Michal Fröschl
- 1782 – Jakob Procházka
- 1802 – Jan Timotens Bozar
- 1819 – Šimon Křandalský
- 1820 – Antonín Stehlík
- 1822 – Josef Harer
- 1843 – Antonín Suchánek
- 1865 – Antonín Černý
- 1883 – Václav Koudelka
- 1885 – Josef Dunda
- 1901 – Václav Koudelka [2]
- 1921 - Antonín Hejl

V současné době farnost spravuje FATYM Vranov nad Dyjí. Od 1. srpna 1998 je administrátorem excurrendo R. D. ThLic. Marek Dunda Th.D.

## Bohoslužby
| Kostel                  | Místo        | Bohoslužba (den)           | Hodina     | Poznámka        |
| ----------------------- | ------------ | -------------------------- | ---------- | --------------- |
| Nanebevzetí Panny Marie | Olbramkostel | neděle středa              | 10.15 7.30 | farní kostel    |
| svatého Vavřince        | Plenkovice   | neděle pátek mimo prázdnin | 9.00 18.00 | filiální kostel |

## Aktivity ve farnosti
Dnem vzájemných modliteb farností za bohoslovce a bohoslovců za farnosti brněnské diecéze je 27. únor. Adorační den připadá na 5. října.
Farní tým (FATYM) ve Vranově nad Dyjí se každoročně podílí na pořádání červnové cyklistické pouti z FATYMského Vranovska do farnosti Jeníkov u Duchcova v severních Čechách, kterou si kněží z FATYMu „adoptovali“ a snaží se jí různými způsoby pomáhat. Cyklistické putování k Panně Marii – Matce Důvěry do Jeníkova u Duchcova se poprvé konalo v roce 2002 a v posledních letech probíhá již pravidelně každý rok. Na cyklisty čeká téměř 400 kilometrů rozdělených do čtyř dnů. Nocování je pro poutníky připraveno na historicky a nábožensky zajímavých místech (Nová Říše, Sázava a Brozany u Doksan). Mezi účastníky bývá pravidelně i jeden z kněží farního týmu Vranov nad Dyjí, který se stará během cesty o duchovní program.
Ve farnosti se koná tříkrálová sbírka, v roce 2015 se při ní v Olbramkostele vybralo 10 201 korun, v Plenkovicích 9 107 korun a v Žerůtkách 9 136 korun. V roce 2017 činil její výtěžek v Olbramkostele 12 271 korun, Plenkovicích 10 649 korun a Žerůtkách 10 675 korun.
V listopadu 2017 se ve farnosti konalo biřmování.